# Willem van Hessen-Philippsthal
Willem van Hessen-Phillippsthal (Philippsthal, 29 augustus 1726 - aldaar, 8 augustus 1810) was tussen 1770 en 1810 landgraaf van Hessen-Phillipsthal.

## Biografie
Willem van Hessen-Philippsthal was de eerste zoon van landgraaf Karel I van Hessen-Philippsthal en Catharina Christina van Saksen-Eisenach. Hij volgde zijn vader in 1770 op als landgraaf. Hij vocht enige jaren in het leger van de Republiek der Zeven Verenigde Nederlanden als Generaal der Cavalerie en hij was tussen 1791 en 1794 gouverneur van 's-Hertogenbosch. Zijn bewind aldaar kwam ten einde toen de Fransen de stad innamen na het Beleg van 's-Hertogenbosch. In 1806 werd zijn landgraafschap ook veroverd door de Fransen en ging dat onderdeel uitmaken van het koninkrijk Westfalen. Hij stierf nog voor dat zijn grondgebied werd bevrijd van de Fransen.

## Huwelijk en kinderen
Willem huwde op 22 juni 1755 in Doornik met zijn nicht Ulrika Eleonora, met wie hij verschillende kinderen kreeg, van wie de volgende de volwassen leeftijd bereikten:
- Karel (1757-1793), huwde met Victoria van Anhalt-Bernburg
- Juliana (1761-1799), huwde met Filips II Ernst van Schaumburg-Lippe
- Frederik (1764-1794)
- Lodewijk (1766-1816), zou zijn vader opvolgen als landgraaf
- Ernst Constantijn van Hessen-Philippsthal (1771-1849)